# Susan Peters
Pour l’article homonyme, voir Susan Peters (actrice nigériane).
Susan Peters est une actrice américaine née le 3 juillet 1921 et morte le 23 octobre 1952.

## Biographie
Susan Peters, née Suzanne Carnahan à Spokane dans l'état de Washington (États-Unis), est la fille aînée de Robert Carnahan (décédée accidentellement en 1928) et de Abby. Sa mère a des ancêtres français et est une petite-nièce de Robert Lee (1807-1870). Elle a un frère cadet, Robert Jr (né en 1923).
Elle se marie au réalisateur Richard Quine le 7 novembre 1943 (1920-1989, suicide). Ensemble ils adoptent un enfant qui s'appelle Timothy Richard Quine.
Susan Peters et son mari sont à la chasse le 1er janvier 1945 lorsqu'un coup part accidentellement. La balle se loge dans la moelle épinière de Susan et la laisse paralysée des membres inférieurs, l'obligeant désormais à se déplacer en fauteuil roulant.
En 1948, le couple se sépare. Son handicap rend les castings plus rares. Elle souffre de dépression. Sa santé se dégrade avec une maladie des reins, une pneumonie et une anorexie nerveuse. Elle en meurt le 23 octobre 1952.

## Filmographie

### Au cinéma

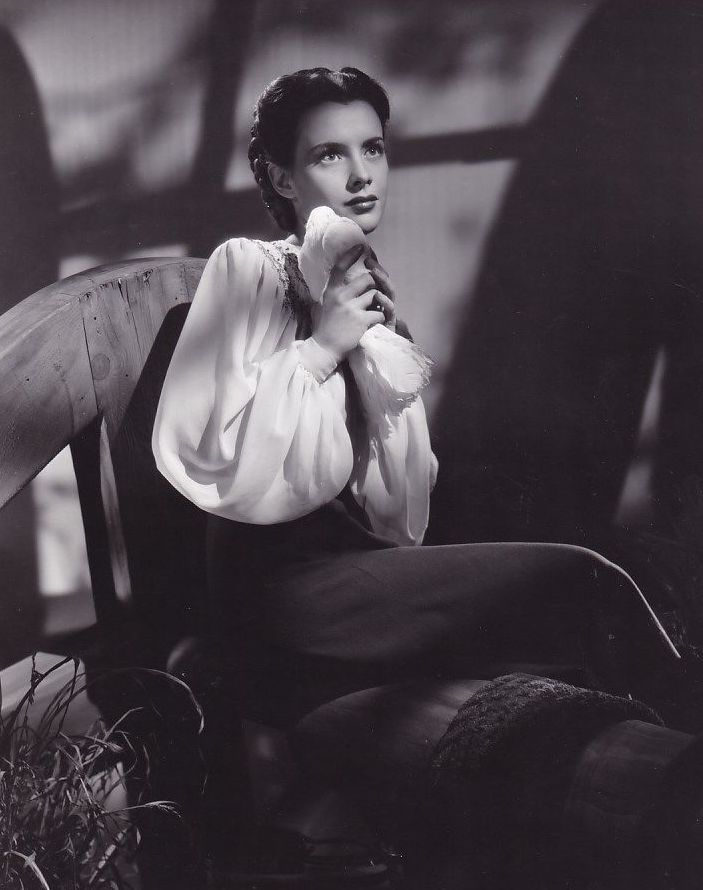
Susan Peters dans Âmes russes (Song of Russia, 1943).

- 1940 : Suzanne et ses idées (Susan and God) de George Cukor
- 1940 : L'Homme qui parlait trop (The Man Who Talked Too Much) de Vincent Sherman
- 1940 : Young America Flies de B. Reeves Eason
- 1940 : Money and the Woman de William K. Howard
- 1940 : La Piste de Santa Fe (Santa Fe Trail) de Michael Curtiz
- 1941 : The Strawberry Blonde de Raoul Walsh
- 1941 : Here Comes Happiness de Noel M. Smith
- 1941 : L'Homme de la rue (Meet John Doe) de Frank Capra
- 1941 : Scattergood Pulls the Strings (en) de Christy Cabanne
- 1941 : Three Sons o' Guns (en) de Benjamin Stoloff
- 1942 : Personalities (court métrage) (non créditée)
- 1942 : Le Caïd (The Big Shot) de Lewis Seiler
- 1942 : Tish de S. Sylvan Simon
- 1942 : Dr. Gillespie's New Assistant (en) de Willis Goldbeck
- 1942 : Prisonniers du passé (Random Harvest) de Mervyn LeRoy
- 1942 : La Double Vie d'André Hardy (Andy Hardy's Double Life) de George B. Seitz
- 1943 : Un commando en Bretagne (Assignment in Brittany) de Jack Conway
- 1943 : Young Ideas de Jules Dassin
- 1944 : Âmes russes (Song of Russia) de Gregory Ratoff et László Benedek
- 1945 : L'amour s'en va-t-en guerre (Keep Your Powder Dry) d'Edward Buzzell
- 1948 : Le Signe du Bélier (The Sign of the Ram) de John Sturges

### A la télévision

#### Série télévisée
- 1951 : Miss Susan

## Prix et distinctions notables
- 1943 : Nomination à l'Oscar de la meilleure actrice dans un second rôle pour Prisonniers du passé (Random Harvest)